# Omnia (police de caractères)
Pour les articles homonymes, voir Omnia.
 (novembre 2018).
Omnia est une police de caractères dessinée en 1990 par Karlgeorg Hoefer. Elle est classée parmi les manuaires dans la classification Vox-Atypi.